# Karp
Karp (Cyprinus carpio) är en sötvattenlevande karpfisk som härstammar från Asien, men som inplanterad förekommer i Australien, Europa och USA. Karpen är världens mest odlade fisk. Karpen muterar lätt, och det finns därför många olika varianter, bland andra fjällkarp, koi-karp, linjär karp, läderkarp, praktkarp, silverkarp, sotkarp och spegelkarp.[källa behövs]

## Utseende

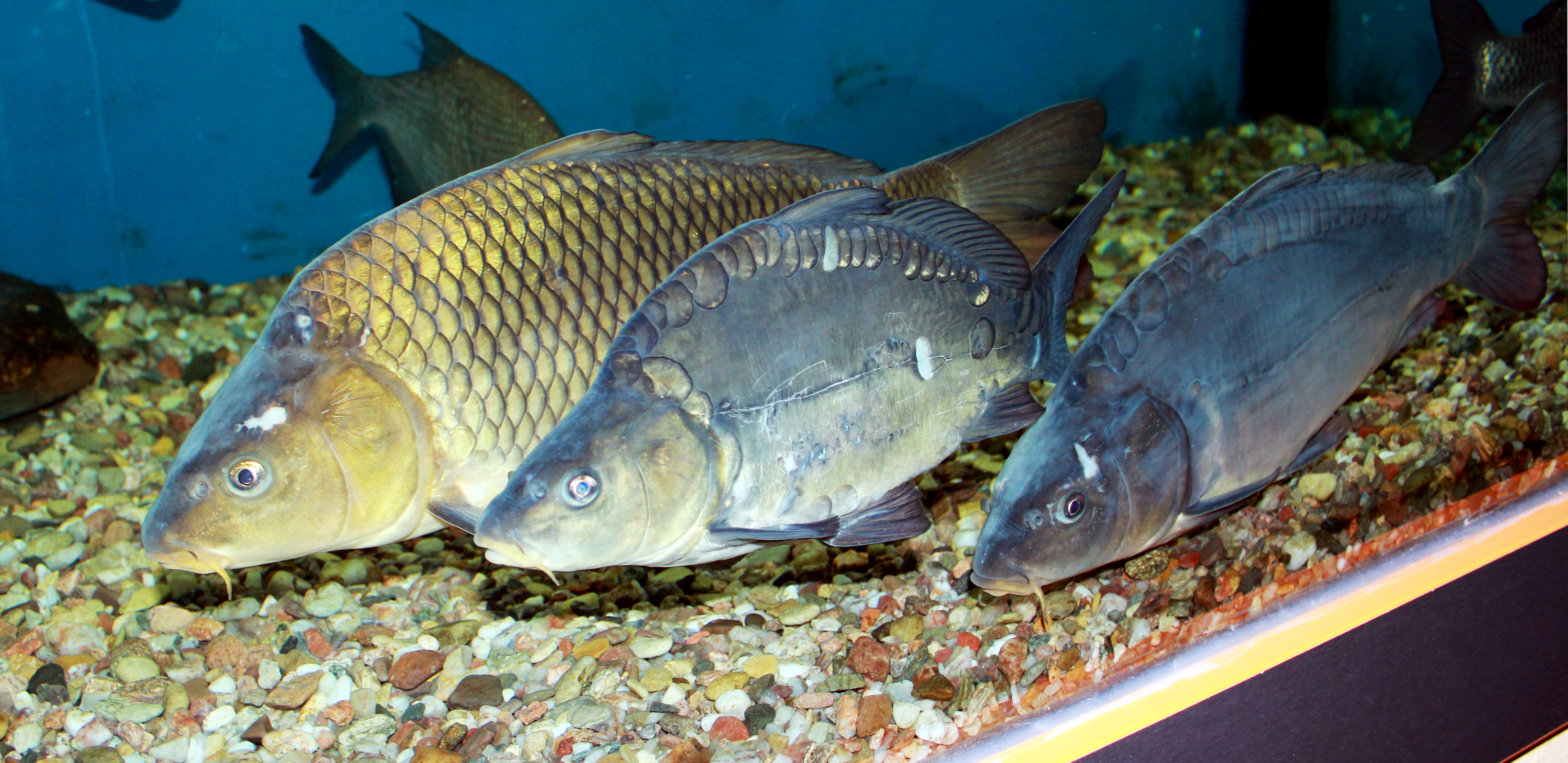
Karpar från floden Vltava i Tjeckien.

Karpen har en kompakt kroppsform med långsträckt ryggfena och kraftig stjärtspole. Den har två skäggtömmar på överläppen och en i varje mungipa. En karp kan väga upp till 30 kg och bli 100 cm lång. I Sverige väger den vanligen omkring tre kilo.
Karpen är vanligtvis gröngrå eller mässingsfärgad. Färggranna karpar har odlats fram i Kina som dekoration i trädgårdsdammar, och därifrån spridits, först till övriga Östasien och sedan till resten av världen. De kallas vanligen för koi, vilket är det japanska ordet för "karp". I Japan kallas de dekorativa karparna för 'nishiki-goi' (錦鯉), "brokadkarp". De vanligaste färgerna på koi-karparna är vit, svart, röd och orange.

## Ekologi
Karpens föda består av frön och alger men även insekter, snäckor, musslor och kräftdjur. Karpen slutar äta och lägger sig i dvala på botten om vattentemperaturen understiger 8⁰C och klarar av att leva i syrefattigt vatten. Den är skygg och intar ofta sin föda om natten.
Arten är mycket reproduktiv, och varje enskild hona kan lägga upp till en miljon ägg per år. 

## Karpen och människan
Karpen är en populär sportfisk. Gefilte Fisch är en populär rätt i det judiska köket, till vilken karp är en vanlig matfisk. Karp äts dessutom i delar av östra Europa till jul.

### Status och hot
Karpen rödlistades 2008 globalt som sårbar av IUCN. 2022 bedömde IUCN karpen globalt som livskraftig men med en negativ populationstrend.
I Sverige räknas karpen som en inplanterad art och nationell rödlistning tillämpas därför inte.

### Sportfiske av karp i Sverige
Sportfiskeklubben Svenska Karpklubben värnar om fisken och inventerar alla svenska karpvatten. Det svenska sportfiskerekordet är på 32 450 gram.